# Acarospora molybdina
Acarospora molybdina är en lavart som beskrevs av H.Magn.. I den svenska databasen Dyntaxa används istället namnet Acarospora brunneola. Acarospora molybdina ingår i släktet spricklavar, och familjen Acarosporaceae. Arten är reproducerande i Sverige.